# Manuscrits de Sanaa

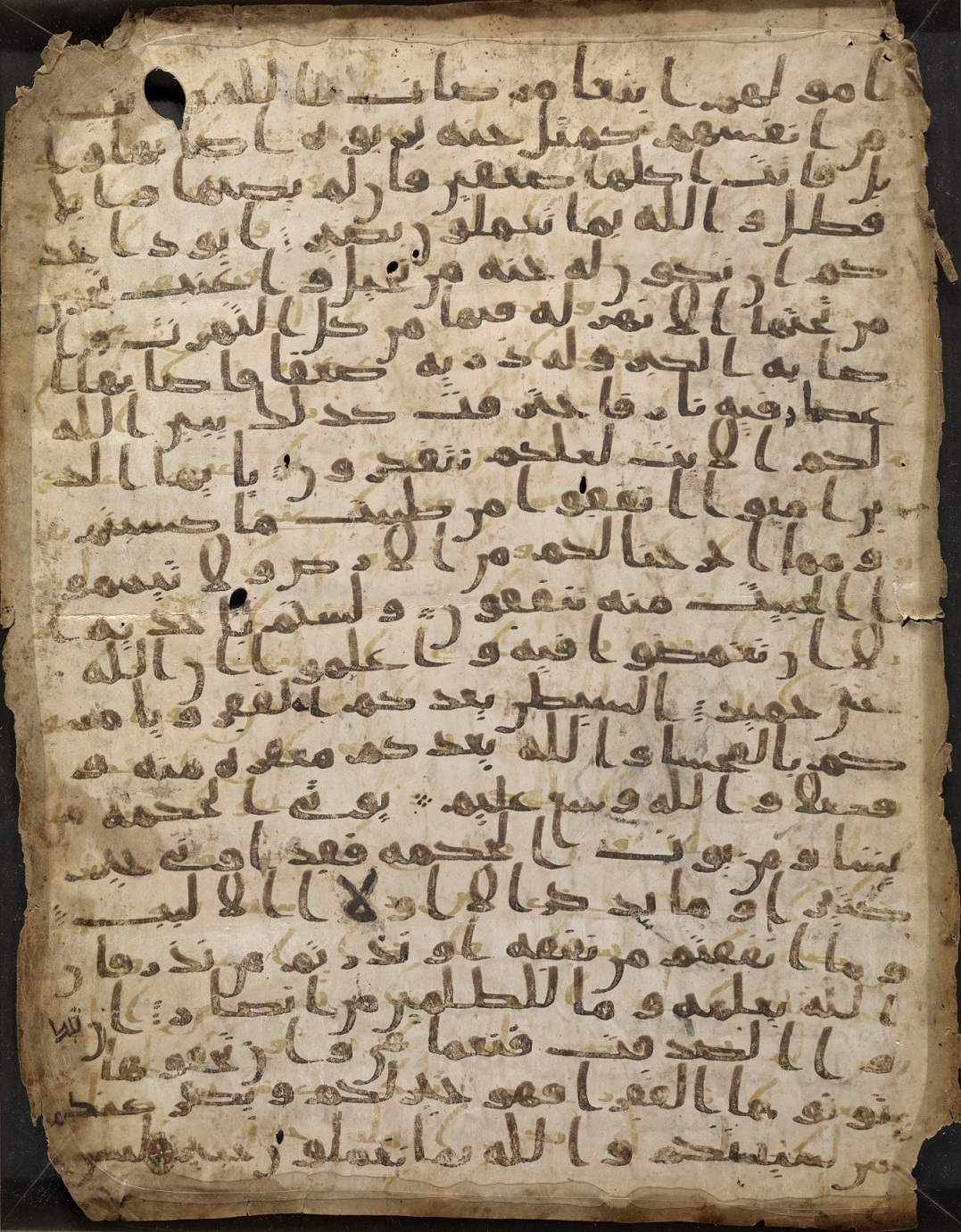
Feuillet des Manuscrits de Sanaa. Le texte réécrit par-dessus est constitué des versets 2:265 à 271 du Coran.

Les manuscrits de Sanaa, retrouvés en 1972 à Sanaa au Yémen, sont un ensemble de manuscrits ou de fragments provenant de 926 Corans. Parmi ceux-ci se trouvait un exemplaire exceptionnel pour l'histoire du Coran : un palimpseste. Les palimpsestes sont des manuscrits comportant deux couches. Ici, la couche supérieure est conforme au modèle standard du Coran, tandis que la couche inférieure effacée comporte des variantes.

## Découverte et historique récent des manuscrits
En 1972, après de fortes pluies, un pan du mur de la Grande Mosquée de Sanaa au Yémen s'est effondré. Des ouvriers qui rénovaient le mur dans les combles de la Grande Mosquée sont tombés par hasard sur environ un millier de volumes différents, dont les plus anciens remontent au Ier siècle de l'Hégire, constitués de fragments sur parchemins et sur papiers. Ils proviennent d'une cache située entre le toit et le plafond, aménagée lors de travaux récents comme le montre la présence d'imprimés. N'ayant aucune idée de ce qu'ils avaient trouvé, ils se sont contentés de ramasser les documents et de les stocker sous un escalier de la mosquée.
Qadhi Ismail al-Akwa', alors président de l'Autorité des Antiquités yéménites, s'est rendu compte de ce que pouvait représenter cette découverte et a sollicité des spécialistes pour en mener l'étude. En 1979, il a réussi à intéresser un chercheur ouest-allemand invité qui, à son tour, a demandé à son gouvernement d'organiser et de financer un projet de restauration,. La restauration du palimpseste a été organisée et supervisée par Gerd-Rüdiger Puin, spécialiste de calligraphie arabe et de paléographie coranique à l'université de la Sarre, qui a examiné de façon minutieuse les fragments de parchemin découverts dans cette collection. Elle révèle des ordonnancements de versets non conformes à la tradition, des variations mineures du texte et, assez rarement, des variations stylistiques touchant à l'orthographe et à l'embellissement artistique. La quantité des objets trouvés est parfois vague dans les publications. Ainsi, en 1987, van Bothlmer évoque 22 manuscrits en écriture hijazi, tandis qu'en 1996, Puin évoque 90 manuscrits pré-coufiques.
Une quantité importante de matériel a été récupérée à partir du site à mesure que le travail se poursuivait. De 1983 à 1996, ce sont environ 15 000 des 40 000 pages qui ont été restaurées. Il s'agit de 12 000 fragments sur parchemin et de manuscrits qui remontent au VIIe – VIIIe siècle. En 1997, le professeur Puin a fait des déclarations peu diplomatiques qui ont eu comme conséquence de le fâcher avec les autorités yéménites. Il est rentré en Allemagne avec les photographies microfilmées des parchemins restaurés. Il semble que ces photos aient par la suite été voilées et donc inutilisables.[pas clair][réf. nécessaire]. « Ces archives ne sont pas accessibles à l'heure actuelle » et peu de publications ont été publiées à leur sujet,.
En 2015, à la suite de la Guerre civile yéménite de 2014-2015, l'universitaire américain Juan Cole exprime sa crainte que ces manuscrits soient détruits, à la suite des bombardements saoudiens sur Sanaa.

## Description matérielle du palimpseste
Ce manuscrit est un livre de grande taille tel que cela se trouvait dans les mosquées. Quatre-vingt feuillets sont actuellement identifiés, ce qui correspond approximativement à la moitié du manuscrit. Les feuillets font 36,5 x 28,5 cm, ce qui permet au professeur Déroche de le comparer au codex Parisino-petropolitanus.
Gerd-Rüdiger Puin donne une datation au carbone 14 des feuillets des manuscrits, de 657 à 690. Une datation récente de ce manuscrit montre une datation à 68 % entre 614 et 658 et à 95 % entre 578 et 669. Pour Eléonore Cellard, la datation au carbone 14 renvoie à la première moitié du VIIe siècle, bien qu'elle souligne les incertitudes à interpréter de tels résultats puisque cette datation correspond à la date de mise à mort du mouton ayant servi à fabriquer les feuillets. Afin d'illustrer les difficultés de ces datations, Guillaume Dye souligne aussi que l'un des folios de ce manuscrits a été daté de 433-599, soit 10 ans avant le début de la prédication de Mahomet.
Ce palimpseste porte les noms de Codex Ṣanʿāʾ I ou S I(a) ou DAM 01-27.1, du nom du Dar al-Makhtutat où sont conservés trente-huit feuillets,. Trente-six autres feuillets sont conservés in situ et d'autres sont passés sur le marché de l'art.

## Datation
Certains spécialistes (par exemple John Wansbrough, Alois Sprenger ou Ignaz Goldziher) avaient soutenu avant la découverte des manuscrits de Sanaa que le Coran actuel serait le produit d'un travail de rédaction débutant au plus tôt au VIIIe siècle, soit environ un siècle après la mort de Mahomet. Cet avis a été nuancé par la découverte de milliers de fragments plus anciens de Coran comme les manuscrits de Sanaa. Selon François Déroche, « au cours de la période qui va jusqu'à la réforme d'Ibn Mujâhid (IVe/Xe siècle), la rédaction à proprement parler est achevée, mais le texte reçoit le complément de ces différents signes qui le précisent progressivement et le fixent de mieux en mieux. L'introduction systématique de la vocalisation et des signes orthoépiques marque véritablement la fin de cette « rédaction ». La chronologie traditionnelle de cette rédaction a été remise en question récemment. John Wansbrough a défendu l'idée selon laquelle le texte, tel que nous le connaissons, a été transcrit tardivement, et a suggéré comme date la plus haute envisageable pour cette opération la fin du IIe/VIIIe siècle. »,.
Le docteur Hans-Caspar Graf von Bothmer, spécialiste des manuscrits arabes de la période médiévale, a travaillé sur le projet de restauration et de catalogage des manuscrits de Sanaa. En étudiant les caractéristiques paléographiques, la décoration et l’enluminure d'un des très nombreux manuscrits, le Codex Ṣanaa DAM 20-33.1 qui contient 25 feuillets, von Bothmer a daté le texte de la dernière décennie du Ier siècle de l'Hégire, vers 91-96 H, soit 710-715, sous le règne du calife omeyyade Al-Walid. G. Dye considère que la scriptio inferior date probablement du dernier tiers du VIIe siècle. Eleonore Cellard date la scriptio inferior du VIIe siècle et la scriptio superior du VIIIe siècle.

## Différences entre la couche inférieure du palimpseste de Sanaa et le Coran actuel

### Commentaires
Plusieurs auteurs ont évoqué les différences entre la couche inférieure du palimpseste de Sanaa et le Coran actuel. Si de nombreux manuscrits anciens montrent des variations orthographiques, la particularité du palimpseste de Sanaa est, bien que restant proche du texte actuel, de montrer des variantes plus importantes. Cela concerne l'organisation des sourates, l'usage de synonymes, des ajouts ou des omissions...
En 1999, Toby Lester, rédacteur en chef du magazine The Atlantic Monthly, a rendu compte des découvertes de Puin : « Certaines des pages de parchemin dans le trésor yéménite semblaient remonter au VIIe et VIIIe siècles de notre ère, ou aux deux premiers siècles de l'Islam ; en d'autres termes il s'agissait de fragments de Coran, et peut-être des plus anciens Corans à avoir existé. Qui plus est, certains de ces fragments ont révélé des écarts, légers mais fascinants, par rapport au texte standard coranique. De telles divergences ne surprennent pas, bien sûr, les historiens habitués à la critique textuelle, mais pour certains elles seraient en complète contradiction avec la croyance musulmane orthodoxe selon laquelle le Coran tel qu'il nous est parvenu aujourd'hui est tout simplement la parole de Dieu, parfaite, intemporelle et immuable. ».
Cependant, plusieurs années plus tard, en 2005, Manfred Kropp souligne que l'étude des manuscrits n'a révélé que des erreurs rares attribuables naturellement à des fautes de copistes et précisé : « Tout ce qu'on voit maintenant, tous ces fragments ont une cohérence, stabilité surprenante. Il y a très peu de différence matérielle dans le rasm, c'est-à-dire dans le consonnantisme du texte. Les divergences portent surtout sur la séparation de vers, sur la séparation de sourates, donc des différents chapitres. Et des détails des liens philologiques. Sinon c'est vraiment surprenant comment le texte dès le début de son attestation matérielle ait une stabilité énorme, extraordinaire. »[réf. à confirmer]. Et en 2007, François Déroche a souligné que le rasm des manuscrits de Sanaa reste fidèle au corpus disponible actuellement, mais qu'il existe des manuscrits dans lesquels les sourates sont organisées dans des ordres différents.

### Quelques différences
Pour Mohammad Ali Amir-Moezzi à propos des manuscrits de Sanaa : « En sus de quelques variantes orthographiques et lexicographiques mineures, 22 % des 926 groupes de fragments étudiés présentent un ordre de succession de sourates complètement différent de l'ordre connu ». Les publications ont permis de mettre en lumière des variantes. Les lectures varient selon les chercheurs : « l’édition du f.2 [par Hilali] comporte onze variantes, alors que l’édition de Behnam Sadeghi en donne trente-quatre pour le même feuillet ». Ces variations concernent des changements, des suppressions ou des additions de mots ou de phrases, l'usage de formes grammaticales différentes et même la suppression d'un verset, mais ce cas particulier « pourrait être une simple erreur de scribe ». (en)Nicolai Sinai, s'est étonné des différences entre la liste de variante d'Asma Hilali et celle de Behnam Sadherghi / Mohsen Goudarzi. Sans expliquer la propension à Hilali à déclarer un passage illisible, celui remarque qu'un test surplusieurs différences « a confirmé les lectures de Sadeghi / Goudarzi contre celles de Hilali ».
Le texte de la couche supérieure contient, lui-aussi, des variantes, parfois fautives, parfois intentionnelle, par rapport au Coran canonique de l'Edition du Caire. Ce type de variantes (orthographe, vocabulaire, pronoms personnels…) se retrouve dans d'autres manuscrits de type Hijazi.
Quelques différences[réf. nécessaire] entre le texte effacé du palimpseste de Sanaa et le Coran :

#### Stanford folio
| recto                                   | Traces visibles           | Reconstruction        | Texte coranique standard |
| --------------------------------------- | ------------------------- | --------------------- | ------------------------ |
| Coran 2 (al-Baqara), verset 191 Ligne 4 | ﺣ/ / ٮٯٮـ(ـلو) کم         | حَتّی يُقـٰتِلوکُم          | حَتَّىٰ يُقَـٰتِلُوكُم فِيهِ         |
| Coran 2:191 Ligne 5                     | د لک جز ا ا لکڡر ٮں       | ذَٰلِکَ جَزاءُ الکـٰفِرينَ     | كـ ذَٰلِكَ جَزَآءُ ٱلْكَـٰفِرِينَ     |
| Coran 2:192 Ligne 5                     | ا نتـ(ﻬ)ـﻮ                | إنتَهَو                 | انتَهَو ا                  |
| Coran 2:193 Ligne 6                     | حتا                       | حَتّا                   | حَتّی                      |
| Coran 2:193 Ligne 7                     | و ٮکو ں ا لد ٮں کله ﻟ[ﻠ]ﻪ | و يَكُونَ الدِّينُ كُلُّهُ لِلَّـهِ | وَيَكُونَ ٱلدِّينُ لِلَّـهِ         |
| Coran 2:194 Ligne 10                    | و من اعتدی                | وَ مَنِ اعتَدَی            | فَـ ـمَنِ ٱعْتَدَى             |
| Coran 2:194 Ligne 11                    | ڡا ﻋٮـ/ / و               | فاعتدو                | فَٱعْتَدُو ا                 |
| Coran 2:194 Ligne 11                    | ما اعتد ی علٮكم ٮه        | مَا اعتَدَی عَلَيكُم بِه     | مَا ٱعْتَدَىٰ عَلَيْكُمْ           |
| Coran 2:196 Ligne 17                    | ڡـﻤ// تٮسر مں ا لهد ی     | فَما تَيَسَّر مِن الهَدی     | فما استَيسَرَ مِنَ ٱلْهَدْىِ      |
| Coran 2:196 Ligne 17                    | و لا تحلٯو ا              | وَلَا تَحلِقُوا            | وَلَا تَحْلِقُوا رُءُوسَكُمْ        |
| Coran 2:196 Ligne 18                    | ڡا ﮞ كا ﮞ ا حد ﻣٮكم       | فَإن كان أحَدٌ مِنكُم      | فَمَن كَانَ مِنكُم             |
| Coran 2:196 Ligne 19                    | ڡد ٮه                     | فِديَةٌ                  | فَـ فِديَةٌ                  |
| Coran 2:196 Ligne 20                    | مں صٮم او نسک             | مِن صِيٰمٍ أَو نُسُكٍ         | مِن صِيَامٍ أَوْ صَدَقَةٍ أَوْ نُسُكٍ   |

#### David 86/2003 folio
| recto                       | Traces visibles                                 | Reconstruction                | Texte coranique standard      |
| --------------------------- | ----------------------------------------------- | ----------------------------- | ----------------------------- |
| Coran 2:209 Ligne 5, p. 46  | مں [ٮـ]ﻌﺪ (ما ﺣ)ﺎ کم ا ﻟ(ﻬد) [ی]؛               | مِّن بَعْدِ مَا جَآءَكُمُ ٱلْهُدَىٰ         | مِّن بَعْدِ مَا جَآءَتْكُمُ ٱلْبَيِّنَـٰتُ      |
| Coran 2:210 Ligne 6, p. 46  | هل ٮـ//ـﻄﺮ (و ﮞ) ا لا ا ﮞ (ٮـ)ﺎ ٮـ(ـٮـ)ﮑﻢ ا ﻟﻠﻪ | هَلْ تَنظُرُونَ إِلَّا أَن يَأْتِيَكُمُ ٱللَّـهُ | هَلْ يَنظُرُونَ إِلَّا أَن يَأْتِيَهُمُ ٱللَّـهُ |
| Coran 2:211 Ligne 9, p. 46  | ا لعڡٮ                                          | ٱلْعِقٰبِ                         | ٱلْعِقَابِ                        |
| Coran 2:213 Ligne 12, p. 46 | ڡﺎ // (ﺳ)ـﻞ ا لـلـه                             | فَـ ـأَرسَلَ اللهُ                 | فَــ ـبَعَثَ ٱللَّـهُ                |
| Coran 2:213 Ligne 13, p. 46 | ﻟ(ـٮـحکمو ا ٮـ)ـٮں ا لٮا س                      | لِـ ـيَحْكُمُوا بَيْنَ ٱلنَّاسِ          | لِـ ـيَحْكُمَ بَيْنَ ٱلنَّاسِ            |
| Coran 2:213 Ligne 15, p. 46 | ا ﻟٮـ(ـٮـٮـ)ـٮت                                 | ٱلْبَيِّنَٮٰتُ                       | ٱلْبَيِّنَـٰتُ بَغْيًا بَيْنَهُمْ            |
| Coran 2:214 Ligne 17, p. 46 | ا (ﺣﺴ)ـٮٮم                                      | أَ حَسِبْتُمْ                       | أَمْ حَسِبْتُمْ                      |
| Coran 2:214 Ligne 17, p. 46 | ا ﻟ[ـﺪ ٮں] (ﻣ)ـﮟ [ٯٮـ]ـلکم                      | ٱلَّذِينَ مِن قَبْلِكُم                | ٱلَّذِينَ خَلَوْا۟ مِن قَبْلِكُم           |
| Coran 2:214 Ligne 18, p. 47 | ا لٮسا                                          | ٱلْبَٔسَاءُ                        | ٱلْبَأْسَاءُ                       |
| Coran 2:215 Ligne 20, p. 47 | ٮـ(ـسا) لو ٮک                                   | يَسْأَلُونَكَ                       | يَسْـَٔلُونَكَ                       |
| Coran 2:217 Ligne 25, p. 47 | عں ا ﻟ(ﺴ)ﻬﺮ ا لحر (م) [و] ﻋ(ـں) ٯٮل ڡـ[ـٮـ]ﻪ    | عَنِ ٱلشَّهْرِ ٱلْحَرٰمِ وَعَنْ قِتٰلٍ فِيهِ    | عَنِ ٱلشَّهْرِ ٱلْحَرَامِ قِتَالٍ فِيهِ      |
| Coran 2:217 Ligne 26, p. 47 | ؛/--/ [و] (ﺻ)[ﺪ] عں /------/؛                   | وَصَدٌّ عَن سَبِيلِهِ                  | وَصَدٌّ عَن سَبِيلِ ٱللَّـهِ وَكُفْرٌۢ بِهِ     |

#### Folio 4
| recto / verso                                             | Traces visibles              | Reconstruction   | Texte coranique standard |
| --------------------------------------------------------- | ---------------------------- | ---------------- | ------------------------ |
| Coran 11 (Hūd), verset 105 Folio 4, recto, l. 1, p. 51    | ا (لا) مں ا {------}؛        | إلّا مَن أَذِنَ لَه    | إِلَّا بِإِذْنِهِ                |
| Coran 11:122 Folio 4, verso, l. 4, p. 52                  | ا / / (ﻣﻌ)[ﮑ]/ / {--------}؛ | إِنَّا مَعَكُم مُنتَظِرُونَ | إِنَّا مُنتَظِرُونَ              |
| Coran 8 (al-Anfāl), verset 2 Folio 4, verso, l. 12, p. 52 | ڡـ(ﺮ) ٯـٮ                    | ْفَرِقَت             | ْوَجِلَت                     |
| Coran 8:.2 Folio 4, verso, l. 13, p. 52                   | ا ٮـ(ـٮٮـ)ﺎ                  | ءَايَـٰتُنا          | ءَايَـٰتُهُ                   |

#### Folio 22
| recto / verso                                                | Traces visibles                                                                                     | Reconstruction                                                              | Texte coranique standard                                   |
| ------------------------------------------------------------ | --------------------------------------------------------------------------------------------------- | --------------------------------------------------------------------------- | ---------------------------------------------------------- |
| Coran 9 (al-Tawbah), verset 122 Folio 22, recto, l. 3, p. 62 | ما [كـ]ﺎ ﮞ                                                                                          | مَا كَانَ                                                                      | وَ مَا كَانَ                                                   |
| Coran 9:122 Folio 22, recto, l. 4, p. 62                     | مں كل ا ﻣﻪ                                                                                          | مِن كُلِّ أُمَّةٍ                                                                   | مِن كُلِّ فِرْقَةٍ                                                 |
| Coran 9:124 Folio 22, recto, l. 9, p. 62                     | و ا د ا ا ٮر لٮ                                                                                     | وَإِذَا أُنزِلَتْ                                                                  | وَإِذَا مَا أُنزِلَتْ                                              |
| Coran 9:125 Folio 22, recto, l. 12, p. 62                    | ڡی ٯلو ٮهم ر حس                                                                                     | فِى قُلُوبِهِم رِجْسٌ                                                               | فِى قُلُوبِهِم مَرَضٌ                                              |
| Coran 9:125 Folio 22, recto, l. 13, p. 62                    | ر حر ا ا لی ر ﺣﺴ[ﻬ]ـﻢ                                                                               | رِجزاً إِلَىٰ رِجْسِهِمْ                                                              | رِجساً إِلَىٰ رِجْسِهِمْ                                             |
| Coran 9:125 Folio 22, recto, l. 13, p. 62                    | و ما ٮو ا و هم ڡـ(ـﺴٯـ)[ـﻮ] ﮞ                                                                       | وَمَاتُوا۟ وَهُمْ فَـٰسِقُونَ                                                           | وَمَاتُوا۟ وَهُمْ كَـٰفِرُونَ                                          |
| Coran 9:126 Folio 22, recto, l. 13, p. 62                    | ا [و] / / ٮر و                                                                                      | أَوَلَا يَرَوْ                                                                    | أَوَلَا يَرَوْنَ                                                  |
| Coran 9:126 Folio 22, recto, l. 15, p. 62                    | و لا ٮـ(ـٮـ)ـﺪ كر و ﮞ                                                                               | وَلَا يَتَذَكَّرُونَ                                                                 | وَلَا هُمْ يَذَّكَّرُونَ                                              |
| Coran 9:127 Folio 22, recto, l. 15, p. 62                    | و ا د ا ا [ٮـ]ـﺮ (ﻟ)ـٮ                                                                              | وَإِذَا أُنزِلَتْ                                                                  | وَإِذَا مَا أُنزِلَتْ                                              |
| Coran 9:127 Folio 22, recto, l. 16, p. 62                    | هل ٮر ٮٮا                                                                                           | هَلْ يَرَىٰنَا                                                                    | هَلْ يَرَىٰكُم                                                   |
| Coran 9:127 Folio 22, recto, l. 17, p. 62                    | ڡا ٮـ[ـﺼ](ـﺮ) ڡـ(ـﻮ) ا                                                                              | فَـ ﭑنصَرَفُوا                                                                  | ثُمَّ انصَرَفُوا                                                 |
| Coran 9:127 Folio 22, recto, l. 17, p. 62                    | ڡصر ڡ ا ﻟـﻠـﻪ                                                                                       | فَـ ـصَرَفَ اللهُ                                                                | صَرَفَ ٱللَّـهُ                                                  |
| Coran 9:127 Folio 22, recto, l. 17, p. 62                    | د لک ٮـ(ﺎ ٮـ)//[ـﻢ] (ٯـ)ـﻮ م لا ٮڡٯهو ﮞ                                                             | ذَٰلِكَ بِأَنَّهُمْ قَوْمٌ لَّا يَفْقَهُونَ                                                     | بِأَنَّهُمْ قَوْمٌ لَّا يَفْقَهُونَ                                        |
| Coran 9:128 Folio 22, recto, l. 18, p. 62                    | و لٯد حا کم                                                                                         | وَ لَقَدْ جَاءَكُمْ                                                                 | لَقَدْ جَاءَكُمْ                                                  |
| Coran 9:128 Folio 22, recto, l. 18, p. 62                    | ر سو ل ﻣٮـ(ﮑ)ـﻢ                                                                                     | رَسولٌ مِنْكُمْ                                                                   | رَسُولٌ مِنْ أَنْفُسِکُمْ                                             |
| Coran 9:128 Folio 22, recto, l. 19, p. 63                    | عر ٮر (ﻋ)ﻠ[ـٮـ](ﻪ) ما عٮٮکم                                                                         | عَزِيزٌ عَلَيْهِ مَا عَنَّتَكُمْ                                                          | عَزِيزٌ عَلَيْهِ مَا عَنِتُّمْ                                          |
| Coran 9:129 Folio 22, recto, l. 20, p. 63                    | ڡا / / (ٮـ)ـﻮ لو ا [ﻋ](ـٮـ)ـﮏ                                                                       | فَإن تَوَلَّوْا عَنْكَ                                                               | فَإن تَوَلَّوْا                                                  |
| Coran 9:129 Folio 22, recto, l. 21, p. 63                    | ا لد ی لا ا ﻟ[ﻪ] ا لا ﻫﻮ                                                                            | الَّذي لَا إِلَـٰهَ إِلَّا هُوَ                                                         | لَا إِلَـٰهَ إِلَّا هُوَ                                             |
| Coran 19 (Maryam), verset 2 Folio 22, recto, l. 24, p. 63    | ر ﺣ[ـﻤ]ﻪ                                                                                            | رَحْمَةِ                                                                        | رَحْمَتِ                                                       |
| Coran 19:3 Folio 22, recto, l. 25, p. 63                     | ا د ٮا د ی ر ٮک ر ﻛ[ـر] ٮا                                                                          | إِذْ نَادَىٰ رَبَّـ ـكَ زَكَرِيَّا                                                        | إِذْ نَادَىٰ رَبَّـ ـهُ                                             |
| Coran 19:4 Folio 22, recto, l. 25, p. 63                     | و ٯل ر ٮی                                                                                           | وَ قٰلَ رَبِّـ ـي                                                                 | قالَ رَبِّ                                                     |
| Coran 19:4 Folio 22, recto, l. 26, p. 63                     | و ٯل ر ٮی ا سٮعل ا لر ا س سٮٮا                                                                      | وَقٰلَ رَبِّي ٱشْتَعَلَ ٱلرَّأْسُ شَيْباً                                                    | قَالَ رَبِّ إِنِّي وَهَنَ ٱلْعَظْمُ مِنِّي وَٱشْتَعَلَ ٱلرَّأْسُ شَيْبًا                 |
| Coran 19:4 Folio 22, recto, l. 26, p. 63                     | و لم ا کں ر ٮ ٮـ(ـد) عا ک                                                                           | وَلَمْ أَکُنْ رَبِّ بِدُعَاءِكَ                                                           | وَلَمْ أَكُن بِدُعَائِكَ رَبِّ                                          |
| Coran 19:5 Folio 22, recto, l. 27, p. 63                     | و ﺣ(ڡـ)ـٮ ا لمو ل مں و [ر] ا ی                                                                      | وَ خِفْتُ ٱلْمَوَٰل مِن وَرٰاءِى                                                        | وَ إِنِّى خِفْتُ ٱلْمَوَٰلِىَ مِن وَرٰاءِى                                  |
| Coran 19:7 Folio 22, verso, l. 2-3, p. 63                    | ؛{-----------------} (ٯد) و هٮٮا لک علما ر کٮا ۝ و ٮسر ٮه {----------------}(ﻪ) مں ٯـٮـ(ـﻞ) ﺳ//ـﻤٮـﺎ | ؛{يَـٰزَكَرِيَّا إِنَّا} قَد وَهَبْنَا لَكَ غُلٰماً زَكِيَّاً ۝ وَبَشَّرْنٰهُ {بِيَحْيیٰ لَمْ نَجْعَل ﻟَّ}ﻪُ مِن قَبْلُ سَمِيًّا | يَـٰزَكَرِيَّا إِنَّا نُبَشِّرُكَ بِغُلَـٰمٍ ٱسْمُهُ يَحْيَىٰ لَمْ نَجْعَل لَّهُ مِن قَبْلُ سَمِيًّا   |
| Coran 19:8 Folio 22, verso, l. 3-4, p. 63                    | ا //ﻰ ٮـ(ﮑ)ـﻮ ﮞ لی (ﻋ)ـلم {---------------} ﻟ[ﮑ]ـٮر عٮٮا                                            | أَنَّىٰ يَكُونُ لِى غُلَـٰمٌ {وَقَدْ بَلَغْتُ مِنَ ٱ} لْكِبَرِ عِتِيًّا                                  | أَنَّىٰ يَكُونُ لِى غُلَـٰمٌ وَكَانَتِ ٱمْرَأَتِى عَاقِرًا وَقَدْ بَلَغْتُ مِنَ ٱلْكِبَرِ عِتِيًّا |
| Coran 19:9 Folio 22, verso, l. 5, p. 63                      | و لم ٮک سا ی                                                                                        | وَلَمْ تَكُ شَاي                                                                  | وَلَمْ تَكُ شَيْئًا                                                |
| Coran 19:11 Folio 22, verso, l. 7, p. 64                     | ؛{-}ـم حرح                                                                                          | ؛{ثُـ}ـمَّ خَرَجَ                                                                 | فَـ ـخَرَجَ                                                    |
| Coran 19:11 Folio 22, verso, l. 7, p. 64                     | ا (و) ﺣ(ﻰ) ا ﻟ(ـٮـ)ﻬﻢ                                                                               | أَوْحَىٰ إِلَيْهِمْ                                                                  | فَـ ـأَوْحَىٰ إِلَيْهِمْ                                             |
| Coran 19:12 Folio 22, verso, l. 8, p. 64                     | و علمٮه ا ﻟ(ـﺤ)ﮑﻢ                                                                                   | وَ عَلَّمْنٰهُ الْحُكْمَ                                                               | وَ آتَيْنَاهُ الْحُكْمَ صَبِيًّا                                        |
| Coran 19:13 Folio 22, verso, l. 9, p. 64                     | حننا                                                                                                | حَنٰناً                                                                        | وَ حَنَاناً                                                    |
| Coran 19:14 Folio 22, verso, l. 10, p. 64                    | و لم ٮک                                                                                             | وَلَمْ يَكُ                                                                      | وَلَمْ يَكُنْ                                                    |
| Coran 19:15 Folio 22, verso, l. 10, p. 64                    | و علٮه ا لسلم                                                                                       | وَعَلَيْهِ السَّلٰمُ                                                                 | وَسَلَـٰمٌ عَلَيْهِ                                                 |
| Coran 19:19 Folio 22, verso, l. 15, p. 64                    | لنهب                                                                                                | لِنَهَبَ                                                                        | لِأَهَبَ                                                       |
| Coran 19:21 Folio 22, verso, l. 17, p. 64                    | و هو ﻋﻠ//(ﻪ) ﻫ(ـٮـ)ـﮟ                                                                               | وَ هُوَ عَلَيْهِ هَيِّنٌ ۝                                                              | هُوَ عَلَىَّ هَيِّنٌ                                                 |
| Coran 19:21 Folio 22, verso, l. 18, p. 64                    | و [ا] مر ا مٯصٮا                                                                                    | وَأَمْرًا مَّقْضِيًّا                                                                 | وَ كَانَ أَمْرًا مَّقْضِيًّا                                           |
| Coran 19:22 Folio 22, verso, l. 18, p. 64                    | ڡحملٮ                                                                                               | فَحَمَلَتْ                                                                       | فَحَمَلَتْـ ـهُ                                                  |
| Coran 19:23 Folio 22, verso, l. 19, p. 64                    | ڡـﻠﻤ// ا حا ها ا لمحص                                                                               | فَـ ـلَمَّا أَجَاءَهَا ٱلْمَخٰضُ                                                        | فَأَجَاءَهَا ٱلْمَخَاضُ                                             |
| Coran 19:23 Folio 22, verso, l. 20, p. 65                    | ٯٮل هد ا ا ﻟ(ـٮـ)[ـو] م                                                                             | قَبْلَ هَـٰذَا الْيَوْمِ                                                              | قَبْلَ هَـٰذَا                                                   |
| Coran 19:24 Folio 22, verso, l. 20-21, p. 65                 | ڡٮـ[ـد] ٮها مں ٮـﺤٮـﻬ/----------/ ا لا ٮحر ٮی                                                       | فَنٰدٮٰهَا مِن تَحْتِهَـ/ـا مَلَكٌ/ أَلَّا تَحْزَنِى                                           | فَنَادَىٰهَا مِن تَحْتِهَا أَلَّا تَحْزَنِى                                 |
| Coran 19:26 Folio 22, verso, l. 23, p. 65                    | و ٯـ// [ی] ﻋ(ـٮٮـ)ﺎ ۝                                                                                | وَقَرِّى عَيْنًا ۝                                                                  | وَقَرِّى عَيْنًا                                                  |
| Coran 19:26 Folio 22, verso, l. 24, p. 65                    | ﺻ[ـﻮ] (ما) [و ﺻﻤ]ـٮا                                                                                | صَوْماً وَصُمْتاً                                                                  | صَوْماً                                                       |
| Coran 19:26 Folio 22, verso, l. 24, p. 65                    | ﻟﮟ ا کلم                                                                                            | لَنْ أُکَلِّمَ                                                                     | فَـ ـلَنْ أُكَلِّمَ                                                |
| Coran 19:27 Folio 22, verso, l. 25, p. 65                    | ؛//ﺎ [ٮـ](ـت ٯو) [ﻣﻬ] ﺎ                                                                             | فَأَتَتْ قَوْمَهَا                                                                  | فَأَتَتْ بِهِ قَوْمَهَا                                              |
| Coran 19:27 Folio 22, verso, l. 25, p. 65                    | لٯد ا ﺗٮت                                                                                           | لَقَدْ أَتَيْتِ                                                                    | لَقَدْ جِئْتِ                                                    |
| Coran 19:28 Folio 22, verso, l. 26, p. 65                    | ما کا (ﮞ) ا ٮو [ک] (ا ٮا) //[ﻮ] ا                                                                   | مَا كَانَ أَبُوكِ أَباً سُوءاً                                                        | مَا كَانَ أَبُوكِ ٱمْرَأَ سَوْءٍ                                       |

#### Folio 31
| recto / verso                                                 | Traces visibles                                           | Reconstruction                    | Texte coranique standard                     |
| ------------------------------------------------------------- | --------------------------------------------------------- | --------------------------------- | -------------------------------------------- |
| Coran 12 (Yūsuf), verset 19 Folio 31, recto, l. 4-5, p. 71    | ْو {------} (ﻋﻠٮـ)// ٮـﻌ[ﺺ] (ا) ﻟ[ﺴ]/ /؛                   | و {جَاءَت} عَلَيْهِ بَعْضُ السَّيَّارَةِ         | وَجَاءَتْ سَيَّارَةٌ                                  |
| Coran 12:19 Folio 31, recto, l. 6, p. 71                      | و ٯل                                                      | وَ قٰلَ                              | قَالَ                                          |
| Coran 12:19 Folio 31, recto, l. 7, p. 71                      | و (ا) ﻟ[ﻠﻪ] ﻋﻠ//ـﻢ ٮـﻤ(ﺎ) ٮڡعلو{}ﮞ                        | وَٱللَّـهُ عَلِيمٌ بِمَا يَفْعَلُونَ            | وَٱللَّـهُ عَلِيمٌ بِمَا يَعْمَلُونَ                       |
| Coran 12:28 Folio 31, verso, l. 4, p. 72                      | ٯل ا //[ﻪ] (ﻛ)[ـٮد] ﻛﮟ                                    | قٰلَ إِنَّهُ كَيْدَكُنَّ                      | قَالَ إِنَّهُ مِن كَيْدِكُنَّ                             |
| Coran 12:30 Folio 31, verso, l. 5, p. 72                      | ٮسو (ه) مں ا (هل) ا لمد [ٮـ]ـٮه                           | نِسْوَةٌ مِن أَهْلِ ٱلْمَدِينَةِ               | نِسْوَةٌ فِي ٱلْمَدِينَةِ                              |
| Coran 12:30 Folio 31, verso, l. 5-6, p. 72                    | ؛{---------------}/ / ٯـ(ـﺪ ﺳ)ﻌ(ڡـ)[ﻬﺎ] (ﺣ)[ـٮ] ڡٮـ//(ﻬ)ﺎ | ؛{ٱمْرَأَتُ ٱلْعَزِيزِ} قَدْ شَغَفَهَا حُبُّ فَتَٮٰهَا | ٱمْرَأَتُ ٱلْعَزِيزِ تُرَٰوِدُ فَتَٮٰهَا عَن نَّفْسِهِ قَدْ شَغَفَهَا حُبًّا |
| Coran 12:31 Folio 31, verso, l. 7, p. 72                      | ڡلما ﺳﻤ[ﻌ]/ / مکر[ﻫ]ـﮟ                                    | فَلَمَّا سَمِعَتْ مَكْرَهُنَّ                   | فَلَمَّا سَمِعَتْ بِـ ـمَكْرِهِنَّ                          |
| Coran 12:31 Folio 31, verso, l. 8, p. 72                      | و{ } ﺣ(ﻌ)ﻠ/ / ﻟ(ﻬ)/ / (ﻣٮـﮑ)//؛                           | وَ جَعَلَتْ لَهُنَّ مُتَّكَـًٔا                  | وَ أَعْتَدَتْ لَهُنَّ مُتَّكَـًٔا                            |
| Coran 37 (al-Ṣāffāt), verset 15 Folio 28, recto, l. 1, p. 102 | و ٯلو ا هد ا {------}//ٮٮں                                | وَقٰلوا هذا سِحرٌ مُبينٌ                | وَقالوا إن هـٰذا إِلّا سِحرٌ مُبينٌ                  |

#### Folio 28
| recto / verso                              | Traces visibles          | Reconstruction           | Texte coranique standard |
| ------------------------------------------ | ------------------------ | ------------------------ | ------------------------ |
| Coran 37:19 Folio 28, recto, l. 4, p. 102  | / /ڡا د ا ﻫ[ـﻢ] ﻣﺤ(ـﺼ)ـﺮ | فَإذا هُم مُحضَرون           | فَإِذا هُم يَنظُرونَ           |
| Coran 37:22 Folio 28, recto, l. 6, p. 102  | ا ٮـ(ﻌٮـ)ﻮ ا             | إبعَثوا                   | احشُرُوا                   |
| Coran 37:22 Folio 28, recto, l. 6, p. 102  | ﻃـ//[ـﻤ]ـﻮ ا { }         | الَّذينَ ظَلَموا              | الَّذينَ ظَلَموا وَأَزوٰجَهُم      |
| Coran 37:23 Folio 28, recto, l. 8, p. 102  | صر ٮط ا (ﻟﺤ)ﺤٮم          | صِر ٮطِ الجَحيم             | صِرٰطِ الجَحيمِ               |
| Coran 37:25 Folio 28, recto, l. 9, p. 103  | / / لا ٮٮٮصرو            | لا تَنٮٰصَرون or لا تَتَنٰصَرون | لا تَناصَرون               |
| Coran 37:27 Folio 28, recto, l. 10, p. 103 | ڡـ(ﺎ ٯـ)ـٮل              | فَـ ﺄ قبَلَ                 | وَ أَقبَلَ                   |
| Coran 37:48 Folio 28, verso, l. 3, p. 103  | ﻋ(ـٮـ)[ـد] هم            | عِندَهُم                    | وَ عِندَهُم                  |
| Coran 37:50 Folio 28, verso, l. 4, p. 103  | علا                      | عَلا                      | عَلی                      |
| Coran 37:54 Folio 28, verso, l. 7, p. 103  | ٯهل                      | فَـ ـﻬَﻞ                   | هَل                       |
| Coran 37:56 Folio 28, verso, l. 8, p. 103  | ﻟ(ـٮـﻌ)ـو ٮں             | لَتُغوِينِ                   | ِلَتُرْدِين                   |
| Coran 37:58 Folio 28, verso, l. 9, p. 103  | و ما ٮحں                 | وَما نَحنُ                  | أَفَما نَحْنُ                 |

### Interprétations des différences textuelles
Pour Asma Hilali, le texte inférieur du palimpseste (celui qui a été effacé) « est un manuel de lecture et d'apprentissage du Coran » ; elle remarqua une erreur du scribe dans le début de la sourate 9 du palimpseste qui débute par la basmala (« au nom de Dieu »). Un correcteur nota un peu plus bas : « ne dis pas : « Au nom de Dieu » ». En effet sur les 114 sourates du Coran, cette sourate est la seule qui ne débute pas par cette formule,. Néanmoins, pour Eléonore Cellard du Collège de France, « force est de reconnaître que le palimpseste adhère fortement [au concept du Livre Coran tel qu'il est attesté à la fin du VIIe siècle] et que le caractère irrégulier de son écriture ou de sa mise en page, fait en réalité partie de l’identité du muṣḥaf à la fin du VIIe siècle ». L'hypothèse d'Hilali a été clairement réfutée par Déroche. Pour le père Emilio G. Platti, « Les arguments exposés par Déroche sont sans appel ; ils démontrent clairement l’absence totale de rigueur de Hilali ». (en)Nicolai Sinai, comparant avec d'autres manuscrits, rejette également les arguments d'Hilali et met en garde contre l'usage d'idées anachroniques (usages de normes, uniformité…) pour les Corans du Ier siècle.
Pour E. Cellard, ce manuscrit illustre le fait que la première transmission du Coran s'est peut-être faite davantage selon le sens que selon le texte. En cela, ce manuscrit unique montre son originalité. Le manuscrit interroge quant à sa création, soit plus ancienne à la version canonique, soit provenant d'une transmission parallèle. François Déroche souligne « la pluralité (qui a) caractérisé la genèse du Coran et sa transmission initiale, tant écrite qu’orale ». La couche supérieure de ce manuscrit a permis de cacher la couche inférieure qui était constituée pour Elizabeth Puin, Behnam Sadeghi et Mohsen Goudarzi d'un « autre Coran », à une époque où celui-ci était « un Coran multiple, polyphonique ». L'existence de ce manuscrit rappelle les pertes possibles liées aux destructions des Corans ne correspondant pas à la version canonique évoquées dans des récits. Pour A. Sinai, « le palimpseste de Sanaa semble nous fournir un aperçu passionnant à un moment donné auquel l’hégémonie du rasm standard du Coran n’était pas encore pleinement établie ».
Michel Orcel explique que bien qu'il n'existe pas à ce jour d'études exhaustives sur les conséquences que l'on devrait tirer de la découverte des manuscrits de Sanaa, on peut d'ores et déjà dire que l'on retrouve des versions qui correspondent à ce que nous savons des Corans concurrents (celles qui ont été éliminées au moment de la sélection comme le Coran d'Ali, de Masʿūd ou encore d'Ubayy). Ces différences d'ordonnancements rappellent ce que nous savons des Corans qui ont disparu. Et finalement, ce sont des variations très mineures par rapport au Coran d'Othman. Si des versions différentes du Coran sont connues par des textes, le manuscrit de Sanaa est le seul exemple conservé d'un manuscrit provenant d'une tradition différente de celle d'Othman. Ainsi, pour M. Amir-Moezzi, les variations dans l'ordre des sourates ou la découpe des versets rapproche davantage ce manuscrit des recensions alides (futurs chiites) que de la vulgate uthmanienne. Sadeghi et Goudarzi considèrent que ce manuscrit est plus proche des versions d'Ibn Mas'ud et d'Ubayy que de la version d'Uthman bien qu'il n'en soit pas un exemple. La tradition de transmission de ce texte n'a laissé aucun autre témoin et il n'est pas possible de le rattacher complètement à un des traditions attribuées à un des compagnons de Mahomet. François Déroche rappelle néanmoins que « les informations transmises par les savants musulmans médiévaux à propos des versions non ‘uthmāniennes avaient été filtrées pour des raisons d’orthodoxie et réduites à quelques variantes anodines ».

## Les commentaires et les conclusions de Puin
Dans un article d'Atlantic Monthly en 1999, on donne cette citation de Gerd-Rüdiger Puin :

« Mon idée est que le Coran est une sorte de cocktail de textes qui n'étaient déjà pas entièrement compris même à l'époque de Mahomet. Beaucoup d'entre eux peuvent même être plus vieux que l'Islam lui-même d'une centaine d'années. Même dans les traditions islamiques, il existe une énorme quantité d'informations contradictoires, y compris un important substrat chrétien ; on peut, si l'on veut, en tirer toute une histoire alternative de l'Islam. Le Coran lui-même proclame qu'il est mubeen, c'est-à-dire clair, mais si vous le regardez de près, vous remarquerez qu'une phrase sur cinq ou à peu près n'a tout simplement pas de sens. Beaucoup de musulmans vous diront le contraire, bien sûr, mais c'est un fait qu'un cinquième du texte coranique est absolument incompréhensible. C'est ce qui est à l'origine de la gêne traditionnelle concernant la traduction. Si le Coran n'est pas compréhensible, si même en arabe on ne peut pas le comprendre, alors il n'est traduisible dans aucune langue. Voilà pourquoi les musulmans ont peur. Puisque le Coran répète à plusieurs reprises qu'il est clair alors qu'il ne l'est pas, il y a là une contradiction évidente et très grave. Il faut passer à autre chose. »

## Réactions

### Attitude yéménite
Plus de 15 000 feuilles des Corans yéménites ont été dépliées, nettoyées, traitées, triées et rassemblées. Elles attendent un examen plus approfondi dans la Chambre des manuscrits du Yémen. Pourtant, c'est quelque chose que les autorités islamiques semblent peu disposées à autoriser. Le professeur Puin suggère qu'« ils veulent rester discrets sur cette affaire, nous aussi mais pour des raisons différentes »[réf. nécessaire]. Ayant pressenti les conséquences des découvertes liées aux études menées sur ces manuscrits, les autorités yéménites ont eu des réticences à les laisser être diffusées auprès du grand public.
Puin et son collègue Hans-Caspar Graf von Bothmer ont publié de courts essais sur ce qu'ils ont découvert. Ils se disaient que, si les autorités yéménites se rendaient compte des implications de cette découverte, ils refuseraient désormais l'accès – prémonition qui devait se réaliser bientôt. En 1997, cependant, Von Bothmer a réussi à réaliser 35 000 images microfilmées des fragments, et à les apporter en Allemagne. Les textes seront étudiés et les résultats publiés en toute liberté. Puin a écrit : « Nombre de musulmans sont persuadés que du début à la fin du Coran tout est la parole inaltérée d'Allah. Ils se réfèrent volontiers au travail sur le texte de la Bible qui montre qu'elle a une histoire et n'est pas tombée directement sortie du ciel, mais jusqu'à présent, le Coran a échappé à ce genre de discussion. La seule façon de briser un tel mur est de prouver que le Coran lui aussi a une histoire. Les fragments de Sanaa nous aideront à y parvenir. »

### Autres réactions
En 2000, The Guardian a interrogé un certain nombre d'érudits sur leur opinion au sujet des affirmations de Gerd-Rüdiger Puin, parmi eux le Dr Tarif Khalidi (en), maître de conférences en études islamiques à l'université de Cambridge, et le professeur Allen Jones, maître de conférences en études coraniques à l'université d'Oxford. En ce qui concerne l'affirmation de Puin selon laquelle certains mots et certaines prononciations dans le Coran n'ont pas été normalisés jusqu'au IXe siècle, l'article note : « Jones reconnaît que des changements « insignifiants » ont été apportées à la recension othmanienne. Khalidi affirme que la compréhension musulmane traditionnelle du développement du Coran est toujours vraie en gros et il affirme : « Je n'ai encore rien vu qui fût susceptible de changer radicalement mon point de vue ». »,.
Cet article souligne que, ces recherches montrant que le Coran a une histoire textuelle et remettant en cause le dogme de l’immutabilité du Coran, Puin craignait une réaction violentes des musulmans orthodoxes bien qu'il ne pense pas que cela sera similaire avec celles liées aux travaux du Dr Nasr Abû Zayd ou de l'ouvrage de Salman Rushdie. Ces craintes ont été soulignées par le Dr Tarif Khalidi de l'université américain de Beyrouth, qui pense que cela sera vu comme une attaque contre le texte coranique.
Toutefois, l'article note une réaction musulmane positive vis-à-vis de la recherche de Puin. Salim Abdullah, directeur des Archives islamiques allemandes, affilié à la Ligue islamique mondiale, a déclaré quand on l'a prévenu de la controverse que les travaux de Puin pourraient déclencher : « J'ai grande envie qu'une discussion de cette sorte ait lieu sur ce sujet ».